# علي بن محمد الصليحي
هو الملك الكامل والسلطان المظفر في الدين ملك اليمن وعظيم العربي أبي الحسن علي بن محمد بن علي بن يوسف بن عبدالجبار الصليحي، ويتصل نسب الصليحي الى همدان بن زيد سليل كهلان بن سبأ بن يشجب بن يعرب بن قحطان بن النبىّ هود العادىّ عليه السلام .هو مؤسس الدولة الصليحية، في اليمن، والتي حكمت في الفترة (1047 - 1084)، 
شملت الدوله الصليحيه كل ارجاء اليمن الطبيعيه من مفاوز عمان شرقاً الى البحر الأحمر غرباً ومن عدن والبحر العربي جنوباً الى مكه واليمامه شمالاً وكانت مدينة صنعاء هي عاصمة الدوله. وبذلك تكون الدولة الصليحية هي أكبر دولة من حيث المساحة نشأت في اليمن خلال العهد الإسلامي.
نشئ الصليحي في بلاد الأخروج من بلاد حراز إحدى نواحي لواء صنعاء، وكان والده القاضي (محمد الصليحي) يقيم في حصن يناع بسلسلة جبل مسار من مديرية حراز وكان سني شافعي المذهب صاحب نفوذ وكلمة في قومه. بينما لم يبلغ ولده (علي) الحلم حتى كان قد تضلع بمذهب الإسماعيلية على يد آخر دعاتها سليمان بن عبد الله الزواحي. بدأ أمره دليلاً للحاج عن طريق جبال السراة، واستمر على ذلك خمسةَ عشرَ عاماً كان خلالها يتعرف على أهل اليمن ويدعو إلى المذهب الإسماعيلي سرا.

## البداية
استطاع أبو الحسن الصليحي بذكائه أن يغرس في النفوس أنه إنما يدعو لنصرة المستنصر بالله الفاطمي ولإعلاء كلمة الله، كما عمل مع ذلك باستقامته ومسلكه الديني حتى جاهر بالدعوة واجتمع معه حشد من الناس في جبل مسار، ولم تمض لدعوته الشهر حتى كان قد عمّر جبل مسار، ووصلته الأموال من مختلف المناطق اليمنية، وساعده ذلك على أن يضاعف من تحصين جبل مسار بالبناء والعتاد والمؤن والرجال، وعلى بث دعاته إلى سائر أنحاء اليمن، بعد أن حصل على الإذن بإعلان الدعوة من الخليفة الفاطمي المستنصر واكتسب بإذنه الصفة الشرعية لحكمه.
لم يرض لدعوة الصليحي الكثير من الأمراء لاسيما الأمير (جعفر بن الإمام قاسم بن علي العياني) الذي تحرك من صعدة بجيشه نحو حصن الأخروج في بلاد الحيمة بغية الاستيلاء عليه، ولكن حامية الحصن صمدوا في وجهه ومنعوه من الاستيلاء عليه، مع ذلك استمر في حصار الحصن ولم يرتفع عنه إلا بعد مقتل (جعفر بن عباس الشاوري) وانهزام جيشه في معركة ضد الصليحي، وكان الشاوري من أنصار المذهب السني في بلاد المغارب من لواء حجة، وقد جاء لحرب الصليحي، ودارت الدائرة على جيشه الذي كان يتكون من ثلاثين ألف مقاتل، وكانت المعركة التي قامت بين الجانبين في موضع يسمى عبرى دعاس أسفل حراز، لم يكتف الصليحي بالتحصن في جبال حراز المنيعة، وإنما نزل بجيشه لمنازلة الشاوري وانتصر عليه مما حطم معنوية الأمير العياني المحاصر لحصن الأخروج فانسحب منه، وقد غنم الصليحي من جيش الشاوري مغانم كثيرة ضاعف بها من تقوية جانبه، وأجبر الكثير من أهل بلاد حراز على الولاء له.

### اتساع نفوذه
استولى (أبو الحسن الصليحي) على جبل حضور في مخلاف حضور من بلاد البستان إحدى نواحي صنعاء وفيه جبل النبي شعيب الذي يعتبر أعلى جبل في اليمن، وحصنه، وكان قد استولى على حصن يناع في بلاد الحيمة من لواء صنعاء، ولما بسط نفوذه على جميع بلاد حراز وعلى الجبال المنيعة فيها وفي المناطق المجاورة لها قرر أن يتبع سياسة المهادنة مع سائر السلاطين ورؤساء القبائل الذين لم يكونوا قد أعلنوا ولاءهم له حتى ترسخ سلطته ويتوطد نفوذه في المناطق التي قد استولى عليها. ثم واصل أبو الحسن الصليحي تقدمه بعد انتصاره في حربه مع (أبي حاشد الحاشدي) نحو صنعاء واستولى عليها وذلك في عام (440) للهجرة.